# Sonoda paucilampa
Sonoda paucilampa är en fiskart som beskrevs av Grey, 1960. Sonoda paucilampa ingår i släktet Sonoda och familjen pärlemorfiskar. Inga underarter finns listade i Catalogue of Life.